# Plàixkino
Plàixkino (en rus: Плашкино) és un poble de l'óblast de Nóvgorod, a Rússia, segons el cens del 2010 tenia 219 habitants.